# Macrorhynchia multiplicatopinnata
Macrorhynchia multiplicatopinnata is een hydroïdpoliep uit de familie Aglaopheniidae. De poliep komt uit het geslacht Macrorhynchia. Macrorhynchia multiplicatopinnata werd in 1919 voor het eerst wetenschappelijk beschreven door Stechow. 